# Âmbar Energia
Âmbar Energia é uma empresa brasileira de geração de energia elétrica da J&F Investimentos. Fundada em 2015, atua nos segmentos de Geração Térmica, Transmissão e Comercialização de Energia. Atualmente é responsável pela gestão das usinas termelétrica de Cuiabá, Uruguaiana e Araucária.

## História

### Antecedentes
Inaugurada em 2002 pela Enron através de sua subsidiária Pantanal Energia a Usina Termelétrica de Cuiabá iníciou suas operações com a gestão e uso do Gasoduto Bolívia-Brasil pela empresa até o ano de 2003. Sob gestão da EPE (Empresa Produtora de Energia) Pantanal Energia em 2007 paralisa suas atividades e em 2012 a Petrobrás assume o controle da termelétrica.

### Fundação a atualidade
Em janeiro de 2015 a J&F Investimentos adquire a Usina Termelétrica de Cuiabá, em sociedade com a Petrobrás, a Âmbar rescindiu o contrato de fornecimento que mantinha com a estatal. Em 14 de maio 2021 a Âmbar foi autorizada pela ANP a importar gás natural oriunda da Bolívia, o volume autorizado pela agência foi de 2,3 milhões m³/dia de gás natural. 
Em 16 de junho de 2021, a Âmbar Energia anunciou a aquisição da Usina Termelétrica de Uruguaiana.
A Eletrobras anunciou, em setembro de 2023, a venda da Usina Termelétrica Candiota III para a Âmbar Energia, em um negócio de R$ 72 milhões.
Em dezembro de 2023, a Âmbar Energia adquiriu a participação majoritária da Copel na Usina Termelétrica a Gás Araucária por R$ 320,7 milhões (US$ 65,24 milhões).
Em junho de 2024, as termelétricas da Eletrobrás foram vendidas para a Âmbar Energia por R$ 4,7 bilhões.

## Usinas
Usinas Termelétricas
- Usina Termelétrica Mauá 3 - gás natural - 591 MW -  Amazonas
- Usina Termelétrica Codajás - gás natural - 4,57 MW -  Amazonas
- Usina Termelétrica Caapiranga - gás natural - 2,165 MW -  Amazonas
- Usina Termelétrica Aparecida - gás natural - 166 MW -  Amazonas
- Usina Termelétrica Anori - gás natural - 4,570 MW -  Amazonas
- Usina Termelétrica Anamã - gás natural - 2,165 MW -  Amazonas
- Usina Termelétrica de Uruguaiana - gás natural - 640 MW -  Rio Grande do Sul
- Usina Termelétrica Candiota III - carvão mineral - 350 MW -   Rio Grande do Sul
- Usina Termelétrica de Cuiabá - gás natural - 529 MW -  Mato Grosso
- Usina Termelétrica a Gás Araucária - gás natural - 484 MW -  Paraná
- Usina Termelétrica de Lages - biomassa - 28 MW -  Santa Catarina
- Usina a Biogás de Andradina - biogás - 300 MW -  São Paulo
- Usina Termelétrica de Santa Cruz - gás natural, 500 MW -  Rio de Janeiro

A companhia também conta com 16 Pequenas Centrais Hidrelétricas (MG e SC) e cinco usinas fotovoltaicas.